# Ostružnja Donja
Ostružnja Donja (cyr. Остружња Доња) – wieś w Bośni i Hercegowinie, w Republice Serbskiej, w gminie Stanari. W 2013 roku liczyła 838 mieszkańców.